# Горњи Дупени
Горњи Дупени (мкд. Горно Дупени) су насеље у Северној Македонији, у јужном делу државе. Горњи Дупени припадају општини Ресан.

## Географија
Насеље Горњи Дупени је смештено у југозападном делу Северне Македоније. Од најближег већег града, Битоља, насеље је удаљено 37 km западно, а од општинског средишта 5 km југозападно.
Горњи Дупени се налазе у области Горње Преспе, области око западне и северне обале Преспанског језера. Насеље је смештено у северозападном делу поља, које се пружа северном страном језера. Западно од насеља се издиже планина Галичица. Надморска висина насеља је приближно 910 метара.
Клима у насељу је планинска због знатне надморске висине.

## Становништво
Горњи Дупени су према последњем попису из 2002. године имали 59 становника. 
Већину становништва чине етнички Македонци (100%).
Већинска вероисповест је православље.